# جامعة نيجيريا
جامعة نيجيريا (University of Nigeria) هي جامعة اتحادية تقع في نسوكا، ولاية إينوجو، الجزء الشرقي من نيجيريا. أسسها Nnamdi Azikiwe في عام 1955 وافتتحت رسميًا في 7 أكتوبر 1960، تمتلك جامعة نيجيريا ثلاثة فروع في ولايات إينوجو - نسوكا وإينوجو وإيتوكو - أوزالا - وحرم أبا في ولاية أبيا.
جامعة نيجيريا هي أول جامعة مستقلة في نيجيريا. وهي واحدة من الجامعات الخمس الأكثر شهرة في نيجيريا تضم الجامعة 15 كلية و102 قسمًا أكاديميًا. تقدم الجامعة 108 برنامجًا جامعيًا و211 برنامجًا للدراسات العليا.